# 超実数
超実数（ちょうじっすう、英: hyperreal number）または超準実数（ちょうじゅんじっすう、英: nonstandard reals）と呼ばれる数の体系は無限大量や無限小量を扱う方法の一つである。超実数の全体 *R は実数体 R の拡大体であり、
{\displaystyle 1+1+\cdots +1}
の形に書けるいかなる数よりも大きい元を含む。そのような数は無限大であり、その逆数は無限小である。"hyper-real" の語はエドウィン・ヒューイットが1948年に導入した。
超実数は（ライプニッツの経験則的な連続の法則を厳密なものにした）移行原理を満たす。この移行原理は、R についての一階述語論理の真なる主張は *R においても真であることを主張する。例えば、加法の可換則 x + y = y + x は、実数と全く同様に、超実数に対しても成り立つ。また、 R は実閉体であるから、*R も実閉体である。また、任意の整数 n に対して sin(πn) = 0 が成立するから、任意の超準整数 H に対しても sin(πH) = 0 が成立する。超冪に対する移行原理は1955年のウォシュの定理の帰結である。
無限小を含むような論法の健全性に関する歴史は、アルキメデスがそのような証明を取り尽くし法など他の手法によって置き換えた、古代ギリシャ時代の数学にまで遡る。1960年代にはロビンソンが、超実数体が論理的に無矛盾であることと実数体が論理的に無矛盾であることが同値であることを示した。これは、ロビンソンが描いた論理的な規則に従って操作されている限りにおいて、あらゆる無限小を含む証明は不健全になる恐れがないことを示している。
超実数の応用、特に解析学における諸問題への移行原理の適用は超準解析と呼ばれる。例えば、微分や積分のような解析学の基礎概念を複数の量化子を用いる論理的複雑さを回避して直接的に定義することがある。つまり、f (x) の導関数は、
{\displaystyle f'(x)={\rm {st}}\left({\frac {f(x+\Delta x)-f(x)}{\Delta x}}\right)}
になる。
ただし、Δx は無限小超実数で、st(･) とは有限超実数から実数への関数で、「有限超実数にそれに無限に近いただ一つの実数への関数」という標準部関数である。積分も同様に、適切な無限和の標準部によって定義される。

## 移行原理
超実数の体系のアイデアは、実数の集合 R を拡張し、代数の基本公理を変更することなく無限小や無限大を含む体系 *R を構成するというものである。「任意の数 x に対し～」という形のいかなる主張も、実数にとって真であれば超実数にとっても真である。例えば「任意の数 x に対し x + 0 = x」という公理にもあてはまる。複数の変数に対する量化、例えば「任意の数 x, y に対しても、xy = yx」などでも同じことが成り立つ。
この「実数体に対する主張を超実数体に対して引き移す」ことができるということを移行原理という。ただし「いかなる数の集合 S に対しても～」という形の主張は引き継ぐことができない。実数と超実数とが区別される唯一の性質は、典型的には集合とは関係なく構成できる、関数や関係のような集合やその他の高位の構造や上の量化に依るものである。
実数の集合や関数、関係は、全く同じ一階の性質をもつその自然な超実数への拡張を持つ。量化の制限に従うこの種類の論理的文は、一階述語論理における主張について述べられる。
しかしながら、移行原理は、R と *R とが全く同一の振る舞いを持つということを意味しない。例えば、*R において、次のような性質をもつ元 ω が存在する（即ち *R は非アルキメデス的である）：
{\displaystyle 1<\omega ,\quad 1+1<\omega ,\quad 1+1+1<\omega ,\quad 1+1+1+1<\omega ,\ldots .}
しかし、R にはそのような元は存在しない。これは、ω が存在しないことは一階論理の主張では表現することができないから、起こりうるのである。

## 解析学における利用
実数でない量の非正式な概念は、2 つの文脈にそって歴史的に微積分学において現れる。1 つは dx のような無限小として、もう 1 つは広義積分の極限において使われる ∞ という記号として現れる。
移行原理のひとつの例として「0 でないいかなる 数についても 2x ≠ x」という主張は実数にとって真であり、この主張は移行原理で求められる性質を持った文になっているから、超実数についても真である。超実数についてこれが真であるということは、∞ のような一般記号は超実数の体系に属するすべての無限大量に対して使用不能であることを意味する。無限大量は“大きさが”他の無限大量と異なっているし、無限小量も他の無限小量と異なる。
同様にして、「0 での割り算は定義されない」という主張に移行原理が適用できるから、おいそれと1/0 = ∞ のように書くのも無効である。そのような計算を厳密に書くならば「ε が無限小ならば 1/ε は 無限大量 である」となる。
いかなる有限超実数 x に対しても、その標準部 st(x) は、無限小の違いしかない唯一の実数と定義される。

### 微分
関数 y(x) の導関数は dy⁄dx ではなく、dy⁄dx の標準部として定義される。
例えば、f (x) = x2 の導関数 f'(x) を求めるには、dx を無限小超実数として
{\displaystyle {\begin{aligned}f'(x)&=\operatorname {st} \left({\frac {f(x+dx)-f(x)}{dx}}\right)\\&=\operatorname {st} \left({\frac {x^{2}+2x\cdot dx+dx^{2}-x^{2}}{dx}}\right)\\&=\operatorname {st} \left({\frac {2x\cdot dx+dx^{2}}{dx}}\right)\\&=\operatorname {st} \left(2x+dx\right)\\&=2x\end{aligned}}}
この導関数の定義において標準部をとるのは、無限小量の平方を無視するという伝統的な慣習の厳密な代替である。上記の式の三行目以降、ニュートンから19世紀にわたっての典型的な方法は単に dx2 の項を無視するというものであったが、超実数の体系では dx2 ≠ 0 である（超実数の体系では dx は非零であり、かつ「非零実数の平方は非零である」という主張に移行原理が適用できるから）。ただし、dx2 という量は、dx に比べ無限に小さい (infinitesimally small)。つまり、超実数の体系は無限小量の無限の階層を含む。

### 積分
超実数の体系において定積分を定義する一つの方法は、dx を無限小、n を超準自然数 として 
a, a + dx, a + 2 dx, …, a + n dx
で定義される超準有限格子上でとった無限和の標準部をとることである。このとき、積分の下の限界は a, 上の限界は b = a + n dx である。

## 性質
超実数の全体 *R は、実数体 R を部分体として含む、順序体を成す。実数体とは異なり、超実数は通常の意味の距離空間を成さないが、超実数の大小関係から順序位相を入れることはできる。
定冠詞 the を付けて "the hyperreal numbers" と呼ぶことは、言及される大抵の文脈において一意な順序体が存在しないという点で、幾ばくか誤解を招くことになる。しかし、論文 Kanovei & Shelah (2003)は実数体の定義可能で可算飽和（ω-飽和）な初等拡大が存在することを示した。これは the hyperreal numbers と呼ぶにふさわしいものであった。よりはっきり言えば、実数列の空間から超冪構成により得られるこの体は（連続体仮説を仮定すれば）同型を除いて一意に定まる。
超実体であるという条件は、実数 R を真に含む実閉体であるという条件よりも強い。また、Woodin & Dales (1996) の意味での準超実体 (the super-real field)であるという条件よりも強い。

## 発展
超実数は、公理的にまたは構成志向的な方法のいずれかによって発展されうる。
公理的アプローチの本質は、次を主張することである：
1. 少なくともひとつの無限小数の存在
2. 移行原理の正当性。

以下のサブセクションでは、さらに構成的なアプローチの概要を与える。非単項超フィルターと呼ばれる集合論的対象が与えられれば、超実数を構成することができる。しかし、非単項超フィルターそれ自体は明示的には構成されない（Kanovei と Shelahは、恐ろしく複雑な方法という代償をはらって、明示的な構成法を与えた)。

### 超冪による構成
実数列から超実数体が構成できることを見ていこう。次のようにして、実数列の加法と乗法を定義する：
{\displaystyle (a_{0},a_{1},a_{2},\ldots )+(b_{0},b_{1},b_{2},\ldots )=(a_{0}+b_{0},a_{1}+b_{1},a_{2}+b_{2},\ldots )}
{\displaystyle (a_{0},a_{1},a_{2},\ldots )(b_{0},b_{1},b_{2},\ldots )=(a_{0}b_{0},a_{1}b_{1},a_{2}b_{2},\ldots )}
これにより、実数列全体の成す集合は可換環（実際には実多元環）A を成す。
実数 r と数列 (r, r, r, ...) を同一視することによって、R の A への自然な埋め込みが存在する。この同一視は実数の代数的演算を保存する。
直感的な動機は、例えば、ゼロに収束するような数列を用いて無限小超実数を表したいということである。そのような数列の逆元が無限大超実数を表すことになるだろう。
以下で見るように、幾ばくかの恣意性が避けられないものの、self-consistent であり、well defined でなければならない点において数列の比較の規則を定義する必要性から困難が生ずる。
例えば、はじめの n 項のみが違い、残りはすべて同一な 2 つの数列は等しい、つまり、それらの数列は明らかに同一の超実数であると考えられるべきなのである。
同様に、ε はある無限小超実数として 7 + ε を考えるように、永遠にランダムに振動するような多くの数列についても、これを解釈する方法を見つけなければならない。
実数列の比較を定義するのはデリケートな問題である。例えば、加法や乗法と同じように次のように定義したとしても、すぐに問題が生じる。
{\displaystyle (a_{0},a_{1},a_{2},\ldots )\leq (b_{0},b_{1},b_{2},\ldots )\iff a_{0}\leq b_{0}\wedge a_{1}\leq b_{1}\wedge a_{2}\leq b_{2}\ldots }
それは、前者の数列のいくつかの項が、後者の数列の対応する項より大きく、それ以外のの項が小さいということがありうるからだ。従って、この方法によって定義される関係は、半順序である。これを回避するには、位置の問題を明示しなければならない。数列には無限の項(添字)が存在するから、有限個の項についてそれを問題にしたくない。問題となる添字集合の一貫した選択は、自然数上の任意の自由超フィルター U によって与えられる。自由超フィルターとは有限集合を含まない超フィルターのことである（それの良い点は、ツォルンの補題よりそのような多くの U が存在することである。悪い点は、それが明示的に構成されえないということである）。
「問題」となる添字集合を一つ選び出すような、U を考えよう。つまり、
{\displaystyle (a_{0},a_{1},a_{2},...)\leq (b_{0},b_{1},b_{2},...)\Leftrightarrow \{n\mid a_{n}\leq b_{n}\}\in U}
と定義しよう。
これは、total preoder であり、2 つの数列 a, b に対し、a ≤ b かつ b ≤ a であるとき、a と b を区別しないことを認めれば、これは全順序になる。この同一視により、超実数順序体 *R が構成される。代数的観点からみると、U によって対応する可換環 A の極大イデアル I（すなわち、U の元の幾つかが消えた数列の集合）を定義し、A/I を *R と定義できる。極大イデアルによる可換環の商として、*R は体である。それを自由超フィルター U を使って A/U と書くこともあり、それらは等しい。その I の極大性から、与えられた数列 a からその非ゼロ元の逆数をとって、ゼロ元はそのままにしてできた数列 b を作ることができる可能性が従う。それらの積 ab は、この場合は数 1 と同定され、1 を含む如何なるイデアルは A でなければならない。その結果の体において、a と b は互いに逆元である。
体 A/U は R の超冪である。この体は R を含むから、最低でも連続体濃度以上の濃度を持つ。
A は
{\displaystyle (2^{\aleph _{0}})^{\aleph _{0}}=2^{\aleph _{0}^{2}}=2^{\aleph _{0}},\,}
という濃度以下でもあるから、A/U の濃度は連続体濃度に等しい。
ここで一つの疑問が出てくる。それは U とは違う自由超フィルター V を選んだら、その商 A/V は A/U に同型かどうかということだ。この疑問は、連続体仮説と同等であるということがわかっている。ZFC と連続体仮説を仮定したうえで、これらの体は順序同型で一意的であるということが証明できる。
ZFC と連続体仮説の否定を仮定したうえで、それぞれ可算に添字付けられた実数の超冪で、順序非同型な体のペアが存在することを証明できる。
構成の詳細な説明は超積を参照。

## 無限小および無限大超実数の性質
超実数体 *R の有限な元全体 F は局所環（実は付値環）であり、その唯一の極大イデアル S は無限小元全体によって与えられ、剰余体 F/S は実数体 R に同型になる。従って環準同型 st: F → R で ker(st) = S かつ、各値 st(x) (x ∈ F) は x − st(x) ∈ S となる唯一の標準実数となるものの存在が言える。言い方を変えれば、任意の有限超準実数 x は、ただ一つの標準実数 st(x) に（それらの差 x − st(x) が無限小となるという意味で）「極めて近い」のである。この標準実数 st(x) を x の標準部分函数 と言い、概念的には x に最も近い実数を意味するものである。この函数 st は順序を保つ環準同型であり、従って代数学的にも順序論的にもよく振る舞う。
- st は順序を保つが、同調写像ではない。すなわち x ≤ y ⇒ st(x) ≤ st(y) だが、x < y は st(x) < st(y) を導かない。
- x, y がともに有限超準実数ならば st(x + y) = st(x) + st(y) および st(xy) = st(x)st(y) が成り立つ。
- x が有限かつ無限小でないならば st(1/x) = 1/st(x) が成り立つ。
- x が標準実数となるための必要十分条件は st(x) = x を満たすことである。

函数 st は、この有限超実数体 F 上の順序位相に関して連続である（実は st は局所定数函数になる）。

## 超実体
X がチコノフ空間（T3½-空間）で C(X) を X 上の実数値連続函数全体の成す多元環とする。M が C(X) の極大イデアルならば、商環 F = C(X)/M は実数体 R を含む全順序体である。F が真に R を含むとき、（Hewwitt (1948) に従い）M を超実イデアル (hyperreal ideal)、F を超実体 (hyperreal field) と呼ぶ。ここでは F の濃度が R の濃度より真に大きいことは仮定していないことに注意（実際に同じ濃度を取り得る）。
特に重要な場合は X の位相が離散位相のときである。この場合、X はその基数 κ に同一視することができ、C(X) は κ から R への函数全体の成す実多元環 Rκ に同一視される。このとき得られる超実体は R の超冪 と呼ばれる。これはモデル論における超冪と同一である。